# Arenivaga moctezuma
Arenivaga moctezuma (лат.) — вид песчаных тараканов-черепашек рода Arenivaga из семейства Corydiidae (или Polyphagidae). Обнаружены в Северной Америке: Мексика, штат Сонора, муниципалитет Моктесума.

## Описание
Среднего размера тараканы овально-вытянутой формы: длина тела 18 мм; наибольшая ширина тела (GW) около 9 мм; ширина пронотума (PW) около 6 мм; длина пронотума (PL) около 4 мм. Соотношение длины тела к его наибольшей ширине у голотипа (TL/GW) 2,03. На голове два крупных выступающих оцеллия (0,40 × 0,30 мм). Основная окраска коричневая. Пронотум полупрозрачный восково-бежевый; дорсальная поверхность пронотума с короткими оранжево-коричневыми волосками, которые толще и длиннее латерально; рисунок пронотума тёмно-оранжево-коричневый («морда пантеры») со значительной различимой детализацией; латеральная и передняя аура. Присутствуют два когтя на лапках. Ноги и тело светло-коричневые; субгенитальная пластинка светло-коричневая; асимметричная с округлыми вершинами. Крылья вытянуты далеко за вершину брюшка (~35 % длины крыла); пятнистость от средней до тёмно-коричневой; поверхность матовая и непрозрачная. Arenivaga moctezuma может быть принята за Arenivaga adamsi, но отличается меньшим, голым шипом на левом фалломере и гораздо меньшим и более простым маленьким центральным склеритом.
Все детали биологии остаются неисследованными. Питаются, предположительно, как и другие виды своего рода, микоризными грибами, листовым детритом пустынных кустарников и семенами, собранными млекопитающими. В надземных условиях живут только крылатые самцы (отличаются ярко выраженным половым диморфизмом: самки рода Arenivaga бескрылые, внешне напоминают мокриц). Вид был впервые описан в 2014 году американским энтомологом Хейди Хопкинсом (Heidi Hopkins).